# 이사사
이사사(李師師)는 북송 말기의 미녀이며 북송 휘종의 비빈(妃嬪)이다. 중국의 사대기서(四大奇書) 중 하나인 《수호전》(水滸傳)에 등장하는 인물이기도 하다. 

## 생애
동경개봉부의 염색공(染色工)인 왕인(王寅)의 딸로 어머니는 난산으로 죽고, 아버지도 일찍 죽어서 양할머니의 성인 이(李)성을 칭하였다. 개봉부의 이름난 기생(妓生)으로 알려져 최염노(崔念奴)와 함께 최우수 여가수(女歌手)로 평가받았다. 진관(秦観)·주방언(周邦彦) 등의 시인들과도 교류하였다. 이후 조원노(趙元奴) 등과 함께 휘종의 총희(寵姫)가 되어 많은 하사품을 받았다. 반란군의 수령인 송강도 휘종으로부터 죄를 용서받기위해 이사사에게 뇌물을 주었다. 영국부인(瀛國夫人)을 책봉받았다.
흠종이 황제로 즉위하자 군비 때문에 이사사의 하사품은 모두 몰수되었다. 정강(靖康) 원년(1126년) 금나라군이 개봉부를 함락시켰을 때, 이사사는 혼란으로 실종됐다. 변장하고 도망쳤다는것이 통설이지만 자살했거나 출가했다고도 한다.

## 참고 문헌
- 《정강패사전증》(靖康稗史箋證)
- 《삼조북맹회편》(三朝北盟會編)
- 《선화유사》(宣和遺事)
- 《청니연화기》(靑泥蓮花記)

## 소설
- 《수호전》